# Nuh ibn Àssad
Nuh ibn Àssad (mort el 841/842) foun un governador samànida de Samarcanda (819-841/2). Era fill d'Àssad ibn Saman-khuda.
El 819 Nuh va rebre el govern de Samarcanda de mans del governador del Khurasan Ghassan ibn Abbad, com a recompensa pel seu suport contra el rebel Rafi ibn al-Layth. Va governar més de 20 anys, fins a la seva mort el 841/842. El governador de Khurasan Abd Allah Abu l-Abbas ibn Tahir va nomenar al seu lloc a un germà de Nuh, així doncs de la mateixa família samànida, anomenat Yahya ibn Àssad, fins aleshores governador de Taixkent (aleshores anomenada Binkath) i la regió de l'entorn coneguda com a Shash. Un altre germà, Àhmad ibn Àssad, fou nomenat governador de Transoxiana (amb seu a Bukharà). Un tercer germà, Ilyas ibn Àssad, o el sei fill Ismaïl ibn Ilyas, governava a Herat, el que va donar una base de poder territorial molt important a la família.